# NGC 6073
NGC 6073 (również PGC 57353 lub UGC 10235) – galaktyka spiralna (Sc), znajdująca się w gwiazdozbiorze Herkulesa. Odkrył ją William Herschel 21 marca 1784 roku.